# José María San Sebastián
José Maria San Sebastián Zubillaga, "Latxaga" (San Sebastián, 21 de mayo de 1933 - 5 de diciembre de 2008), nació en el año 1933 en el caserío Latxaga de San Sebastián, situado en el alto de Aldakonea, del que toma su apodo. 

## Biografía
Escritor en euskera y también en castellano, francés e inglés. Fue ordenado sacerdote en Notre Dame de París en 1958. Se doctoró en Teología en el Instituto Católico de París en 1976. Doctorado en Antropología (Escuela de Altos Estudios de París en 1979) y en Lingüística (Sorbona en 1983). Después residió en los Estados Unidos y México. 
Entre sus publicaciones destacan: 
- Sistemas de Educación en los Seminarios (1964);
- Aralarko San Miguel (1973);
- Naparroa Euskal Arrobia (1973);
- Errioxako San Millan (1974);
- Orexa Etnofrafia Aldetik (1975);
- Jakara Oñez Naparroan Zear (1976);
- Arkaitzetako Bisigotiko Baselisak Araban Edición Trilingüe (1976);
- Eglise Particulière et Minorités Ethniques (1978);
- Minorités Nationales et Liturgie Romaine (1979);
- La Comunidad Hispana en la Iglesia Católica de USA (1979);
- Iglesias Particulares y Grupos Étnicos (1981);
- El Pueblo Hispano en USA (1982);
- Euskalerriko Sinodua (1984);
- Acto para la Noche Buena de Pedro Ignacio de Barrutia (1984);
- El Sínodo del País Vasco (1990);
- La Misión de Nuestra Señora de Guadalupe del Paso del Norte en Ciudad Juárez Chih. (1991);
- La representación del tiempo en el verbo vasco (1994);

Asimismo, ha escrito un gran número de artículos publicados en diversas revistas.
En el año 1999 publicó la obra titulada Euskal Sena. Latxaga en este libro, trataba de examinar cual es la forma de ser del pueblo vasco. Y para eso eligió dos caminos: el primero, lo publicado en revistas, libros, etc, y el otro, lo oído de la boca de sus ciudadanos.
- Datos: Q2110280